# Erhard Göttlicher
Erhard Göttlicher (geboren am 4. September 1946 in Graz) ist ein österreichisch-deutscher Maler, Grafiker und Buchillustrator.

## Leben

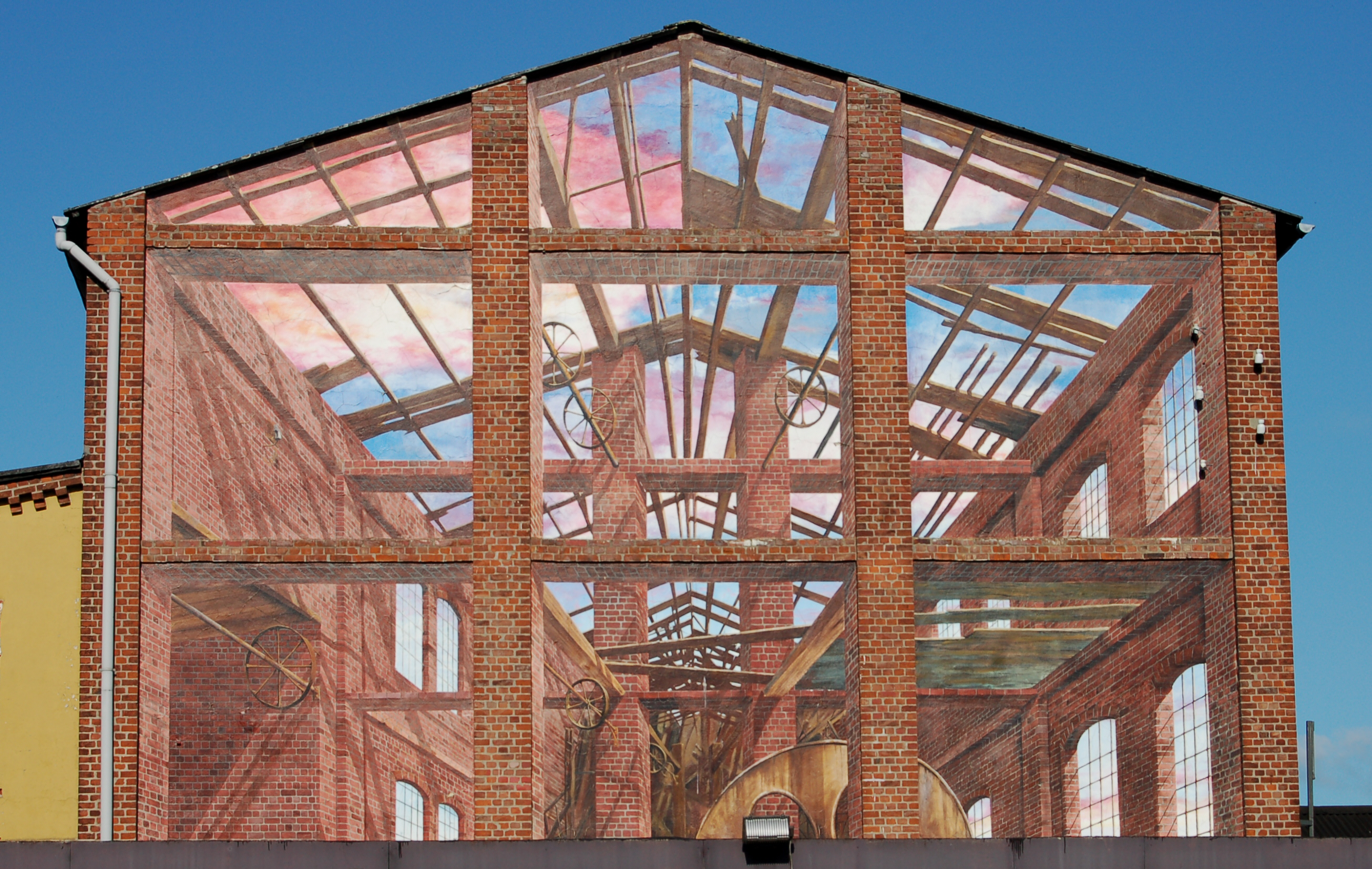
Perspektiven, Wandmalerei an der Klostermühle Uetersen (11 × 9 Meter). Entwurf: Erhard Göttlicher und Tom Jütz. Ausführung: Erhard Göttlicher, Tom Jütz und Lars Möller (* 1968), 1997

Erhard Göttlicher studierte von 1967 bis 1971 Kunst an der Werkkunstschule Wiesbaden, Industriskole Kopenhagen und Werkkunstschule Bielefeld, hier bei Karl-Heinz Meyer. Von 1971 bis 1974 studierte er an der Hochschule für Bildende Künste Hamburg bei Kurt Kranz und Alfred Hrdlicka. 1975 wurde er Dozent für Akt- und figürliches Zeichnen an der Fachhochschule Hamburg, Fachbereich Gestaltung. Nach Stipendien in der Villa Massimo und Casa Baldi in Rom (1978/1979) wurde er 1980 zum Professor ernannt. Das Land Schleswig-Holstein gewährte ihm 1981 ein Reisestipendium für Kuba. Dort war er Gast des Kubanischen Kulturministeriums. 1984 wurde er zum Professor für „Medienillustration“ ernannt. Von 1987 bis 1993 war er Künstlerischer Direktor der Internationalen Akademie für Kunst und Gestaltung „Pentiment“ in Hamburg.
Erhard Göttlicher wurden mehr als 160 Einzelausstellungen gewidmet. Er war an annähernd 450 Ausstellungen in 39 Ländern beteiligt. Seine Werke sind dauerhaft in über 30 nationalen und internationalen Museen vertreten. Er benutzt für seine Werke vorzugsweise Acryl, Pastell und Blei auf Papier, Karton sowie Leinwand. Göttlicher gehört dem Künstlersonderbund in Deutschland an, der sich dem „Realismus der Gegenwart“ verschrieben hat.
Er lebt in Uetersen und ist in zweiter Ehe verheiratet und hat zwei Söhne.
Bei der Kommunalwahl am 26. Mai 2013 kandidierte er für die Grünen in Uetersen und erhielt 21 % der Stimmen.

## Auszeichnungen (Auswahl)
- 1974: Merit Award of „The One Show“ Annual Exhibition, New York (für Illustration)
- 1975: Kunstpreis junger westen
- 1976: Golden Award of „The Art Annual“ Palo Alto, Vereinigte Staaten
- 1978: Stipendiat der Villa Massimo
- 1979: (Internationales Jahr des Kindes): Auszeichnung im mit insgesamt 25.000 DM dotierten Wettbewerb für bildende Künstler Hamburgs Das Kind in unserer Welt der Werner Otto Stiftung
- 1980: Preisträger des Kulturkreises im BDI
- 1991: Kulturpreis des Kreises Pinneberg
- 2013: Kunstpreis der Schleswig-Holsteinischen Wirtschaft (mit den Norddeutschen Realisten)

## Werke (Auswahl)

### Publikationen
- Vulgaere damer. Kopenhagen 1975.
- mit Eva Göttlicher: Der „Fall Göttlicher“. Dokumentation über eine Dokumentation. Medienberichte und Briefe zu einer Ausstellung in chronologischer Reihenfolge – kommentarlos, lediglich hie und da richtiggestellt. Grafik, Uetersen 1982.
- Provozierende Zeichnungen. Mit Einführungs-Beitrag von Ulrich Gertz und weiteren Texten von Harald Duwe. Draier, Friedberg (Hessen) 1985, ISBN 3-923530-11-0.
- Akte: Zeichnungen, Gemälde, Illustrationen. Draier, Friedberg-Bruchenbrücken 1996.
- Malinconia Veneziana. Ein November in Venedig. Bilder von Erhard Göttlicher. Auswahl der Texte Friedhelm Häring. Draier, Friedberg-Bruchenbrücken 2003, ISBN 3-923530-25-0.
- Thomas Mann: Der Tod in Venedig. Novelle. Mit Illustrationen von Felix Scheinberger und einer Nachbemerkung von Erhard Göttlicher. Büchergilde Gutenberg, Frankfurt am Main 2005, ISBN 3-7632-5518-4.

### Buchillustrationen
- Marie Luise Kaschnitz: Orte. Aufzeichnungen. Umschlag von Erhard Göttlicher. Büchergilde Gutenberg, Frankfurt am Main 1975.
- Franz Buchrieser: Der schöne große Alexander. Eine wahre Geschichte. Bilder: Erhard Göttlicher. Jugend und Volk Verlagsgesellschaft, Wien 1975, ISBN 3-7141-1704-0.
- Franz Buchrieser: Olivia kann fliegen. Bertelsmann, München 1976.
- Alphonse Daudet: Fromont jun. und Risler sen. Pariser Sittenbild. Ins Deutsche übertragen von Claire von Glümer. 31 Zeichnungen von Erhard Göttlicher. Büchergilde Gutenberg, Frankfurt am Main 1978.
- Barbara Haeger: Ein Hund heult gegen die Nacht. Gedichte für die Vergessenen der Erde. Mit Illustrationen von Erhard Göttlicher. Kivouvou, Ed. Bantoues, Brazzaville, Heidelberg 1982, ISBN 3-88827-004-9.
- John Donne: Erotische Elegien. Englisch und deutsch. Hrsg. und übersetzt von K. Wydmond. Edition Sunna, Stuttgart 1983, ISBN 3-922996-02-5 (Edition Sunna. 2).
- Ödön von Horváth: Geschichten aus dem Wiener Wald und andere Volksstücke. Zeichnungen von Erhard Göttlicher. Mit einem Nachwort von Volker Klotz. Büchergilde Gutenberg, Frankfurt am Main 1984.
- Johann Wolfgang von Goethe: Die Leiden des jungen Werther. Illustrationen von Erhard Göttlicher. Franklin, Ottobrunn bei München 1984 (Franklin Bibliothek.)
- Carolyn Forché: Was du gehört hast, ist die Wahrheit. Gedichte über El Salvador.  Mit 4 Bildern von Erhard Göttlicher. Büchergilde Gutenberg, Frankfurt am Masin, Olten, Wien 1984. ISBN 3-7632-3013-0. (=Kleine Reihe)
- Siegfried Lenz: Ein Kriegsende. Mit einer Illustration von Erhard Göttlicher. Büchergilde Gutenberg, Frankfurt am Main 1985 (Die Kleine Reihe.)
- Saliha Scheinhardt: Drei Zypressen. Buchausstattung von Juergen Seuss. Mit drei Illustrationen von Erhard Göttlicher. Büchergilde Gutenberg, Frankfurt am Main 1986 (Kleine Reihe.)
- Choderlos de Laclos: Gefährliche Liebschaften. Illustrationen von Erhard Göttlicher. Übersetzt von Hans Kauders. Büchergilde Gutenberg, Frankfurt am Main 1991, ISBN 3-7632-3928-6.
- Der Mord. Das wahre Volksbuch von den Deutschen. Nach Notaten von Gislahar von Burgund, ins Keltische übertragen durch Kilian Hilarus von Kilmacduagh, ins Englische durch John Schazman, aus dem Englischen von Jürgen Lodemann, in Absicherung durch älteste Urkunden, mit Glossen und einem Orts- und Personenverzeichnis. 2. Auflage. Büchergilde Gutenberg, Frankfurt am Main 1995, ISBN 3-7632-4317-8.
- Emile Zola: Nana. Übersetzt von Lucy von Jacobi und illustriert mit 33 Zeichnungen von Erhard Göttlicher. Büchergilde Gutenberg, Frankfurt am Main 1989.
- Christa Wolf: Moskauer Novelle. Mit sieben Original-Lithographien von Erhard Göttlicher. Gestaltet von Horst Schuster. Faber und Faber, Leipzig 1999, ISBN 3-932545-21-4 (Die  graphischen Bücher. 15).
- Erich Kästner: Die 13 Monate. Bilder von Erhard Göttlicher. Atrium, Zürich 2005, ISBN 3-85535-960-1.

## Ausstellungen (Auswahl)
- Erhard Göttlicher. Graphik. Amt für Kultur, Sport und Fremdenverkehr Graz, Graz 1972. (Ausstellungskatalog)
- Erhard Göttlicher. Arbeiten von 1970–1977. Eine Ausstellung im Haus am Lützowplatz, Berlin, vom 13. 10. – 13. 11. 1977. Berlin 1977.
- Deutsche Akademie Villa Massimo. Studienjahr 1978–1979. Konzept: Dieter Zimmer. Redaktion: Elisabeth Wolken. Deutsche Akademie Villa Massimo (Roma), Rom 1979.[5]
- Barbara Wally, Wolfgang Horn, Curt Heigl: Zeichnung heute. Kunsthalle Nürnberg 8. Juni – 14. Oktober 1979 Kunsthalle, Norishalle, Ehrenhalle im Rathaus Wolfscher Bau. Kunsthalle Nürnberg, Nürnberg 1979 (Katalog Kunsthalle Nürnberg Nr. 41)
- Realistische Zeichnungen. Acht Künstler aus der Bundesrepublik Deutschland. Eine Ausstellung des Instituts für Auslandsbeziehungen Stuttgart. Konzeption und Zusammenstellung 1981/82 Lucius Grisebach. Institut für Auslandsbeziehungen, Stuttgart 1983.
- Erhard Göttlicher – Zeichnungen. Bilder vom Menschen. 17. März bis 23. April 1983. Galerie Below, Stuttgart 1983.
- Fünf Künstler sehen den Flensburger Hafen. September 1991. 1. März bis 26. April 1992, Schiffahrtsmuseum Flensburg. 1. Mai bis 8. Juni 1992, Kunststation Kleinsassen (Rhön); 14. Juni bis 2. August 1992, Kreismuseum Prinzeßhof, Itzehoe. Beiträgen von Jutta Glüsing, Friedel Anderson, Brigitta Borchert, Erhard Göttlicher, Rüdiger Pauli, Nikolaus Störtenbecker. Flensburg, 1991.
- Auf den Spuren von Jean Sibelius. Vier Norddeutsche Realisten und fünf finnische Kollegen. Bilder von den Symposien am Tuusula-See und bei der Orchesterakademie des Schleswig-Holstein Musikfestivals. Vorwort von Heide Simonis.[6] Nieswand, Kiel 2001.
- Blankenese : gesehen – erlebt – gemalt von den Norddeutschen Realisten.[7] Wachholtz, Neumünster 2004, ISBN 3-529-02790-1.[8]
- Michael Legband: Farbige Debatten – Norddeutsche Realisten im Bundesrat. Zeichnungen und Gemälde: Friedel Anderson, Brigitta Borchert, Tobias Duwe, Erhard Göttlicher, André Krigar und Till Warwas.  Schmidt-Römhild, Lübeck 2007, ISBN 978-3-7950-7043-4.
- „Der verlorene Sohn“. Menschenbilder – Gottesbilder. Katalog zur Ausstellung mit Bildern von Erhard und Janko Göttlicher in der St. Jürgen-Kirche zu Flensburg 29. August bis 5. Oktober 2008. Leupelt, Handewitt 2008, ISBN 978-3-00-025294-5[9]
- Erhard Göttlicher – Schindlers Liste. Ausstellung 25. Februar – 1. Mai 2016 im Jüdischen Museum Rendsburg.[10][11]